# Mirazur
Le Mirazur est un restaurant gastronomique situé à Menton. Il est tenu par le chef italo-argentin Mauro Colagreco.
Le restaurant a été élu meilleur restaurant du monde en 2019 par The World's 50 Best Restaurants.

## Localisation
Le restaurant est situé à Menton, entre la montagne et la mer, au-dessus du jardin de la Villa Serena, avec une vue sur la mer et la baie de Garavan, à une trentaine de mètres de la frontière avec l'Italie.Le bâtiment est une villa d’architecte. Elle avait été transformée en un bar-tabac, puis de 2001 à 2004 en un premier restaurant, avant de rouvrir en 2006 pour cette même activité, avec une nouvelle équipe et une nouvelle direction.

## Historique
Ce restaurant Mirazur est lancé en 2006  par le chef italo-argentin Mauro Colagreco, formé notamment par Alain Passard et Alain Ducasse,. Assez vite remarqué, il obtient progressivement des étoiles au guide Michelin (dont une troisième étoile en janvier 2019). En 2016, il est en sixième place au classement mondial du Fifty Best, et en 2019, il décroche la première place de ce classement. Il est le premier restaurant français à remporter ce titre,,.